# John Woolrich
John Woolrich (Cirencester, 3 januari 1954) is een Brits componist en muziekpedagoog.

## Levensloop
Woolrich begon op 11-jarige leeftijd kleine werken te componeren, kort nadat hij zijn eerste pianoles kreeg. Hij studeerde vele partituren, die hij in de bibliotheek te Lancaster (Lancashire) kon huren. Hij studeerde een jaar compositie bij onder anderen Edward Cowie, maar als componist is hij grotendeels autodidact. Hij zegt over zijn zelfstudie: Jij moet uitvinden, wat mogelijk is, om het zelf te ontwikkelen. Ik heb geprobeerd moderne muziek te componeren, maar ik schreef werken, die niet bijzonder interessant waren. Ik deed een poging zelf een stem en de bijhorende techniek uit te vinden. Dit doel had ik eerst bereikt, als ik 28 jaar was.
Naast muziek is hij vooral geïnteresseerd in literatuur en dat bracht hem ook een diploma aan de universiteit in. Van daar zijn ook vele titels van zijn composities afgeleid, ontleent of hebben betrekking tot de literatuur. Bijvoorbeeld draagt zijn trompetconcert de titel van een novel van Bruno Schulz The Street of Crocodiles; de titel The Ghost in the Machine kwam straks van Arthur Koestler.
In maart 2008 werd hij tot Componist van de week bij BBC Radio 3 gekozen, en hij vulde in deze week 4 uren programma's met zijn werken.
Hij is artistieke leider van het Aldeburgh Festival. Met andere componisten werkt hij in de Birmingham Contemporary Music Group samen.

## Composities

### Werken voor orkest
- 1986 The Barber's Timepiece, voor groot orkest
- 1989 Ulysses Awakes - naar Claudio Monteverdi, voor altviool en strijkorkest
- 1989 Lending Wings, voor kamerorkest
- 1990 The Ghost in the Machine, voor orkest
- 1991 The Theatre Represents a Garden: The Night (naar Wolfgang Amadeus Mozart), voor kamerorkest
- 1992 Si Va Fascente Notte (naar Wolfgang Amadeus Mozart), voor klarinet en elf solo-strijkers
- 1992 It is midnight, Dr. Schweitzer, voor strijkorkest
- 1994 A Leap in the Dark, voor elf strijkers
- 1994 Another Staircase Overture - Broken music for strings after Henry Purcell, voor strijkorkest
- 1996-1997 Three Pieces, voor kamerorkest
  1. A Curtain Tune
  2. Cantilena
  3. Speed the Going
- 1997 A Trumpet Tune, voor trompet en strijkorkest
- 1998 Concerto, voor kamerorkest
- 1998-1999 A Litany, voor hobo en strijkorkest
- 1999 Accord, concertant ensemble en orkest
- 2000 A Capriccio to Calliope Herself, voor orkest
- 2001 Cutting a Caper, voor solo groep (hobo, klarinet (ook: basklarinet), trompet, viool en cello) en ensemble (2 dwarsfluiten, 2 hobo's, 2 klarinetten, 2 fagotten, 2 trompetten, bastrombone, slagwerk en strijkers)
- 2002 Arcangelo, voor kamerorkest met teorbe en klavecimbel
- 2002 Fanfarronada, voor klein orkest
- 2004 Tales of Transformation - naar Henry Purcell, voor orkest
- 2005 After the Clock, voor kamerorkest
- 2005 Blue Drowning, voor strijkorkest
- 2005 The Elephant from Celebes, voor orkest
- 2005 Come and Go, voor kamerorkest

#### Concerten voor instrumenten en orkest
- 1993 Concert, voor altviool en orkest
- 1996 Concert, voor hobo en orkest
- 1998 Concert, voor cello en orkest
- 2005 The Street of Crocodiles, concert voor trompet, piano en strijkorkest
- 2008 Concert, voor viool en orkest

### Werken voor harmonieorkest, brassband en koperensemble
- 1993 Fanfare, voor koperensemble (4 hoorns, 3 trompetten, 3 trombones, tuba) en slagwerk (pauken, grote trom, tamtam en hihat)
- 1994 Fanfare, voor brassband
- 1997 The way out discovered, voor 2 hobo's, Es-klarinet, klarinet, 2 bassethoorns, 2 fagotten, contrafagot, 4 hoorns
- 1997-1998 Sennets and Tuckets, voor harmonieorkest
- 2004 The lost day of return, voor hobo solo, 2 dwarsfluiten, 4 klarinetten, contrafagot, 2 hoorns, 2 slagwerkers
- 2009 Between the Hammer and the Anvil, voor zeven houtblazers, zes koperblazers, 3 slagwerkers en clavinet

### Muziektheater

#### Opera's
| Voltooid in | titel                           | aktes   | première                                                      | libretto      |
| ----------- | ------------------------------- | ------- | ------------------------------------------------------------- | ------------- |
| 1995-1996   | In the House of Crossed Desires | 2 aktes | 6 juli 1996, Cheltenham, Cheltenham Festival Everyman Theatre | Marina Warner |

#### Toneelmuziek
- 1999-2000 Bitter Fruit, 3 aktes - première: 29 mei 2000, Birmingham (Engeland), CBSO Centre

### Werken voor koren
- 1993 Over the Sea, voor gemengd koor
- 1993 Far from home, voor gemengd koor
- 1995 A book of elegies, voor tienstemmig gemengd koor (SSSAATTBB)
- 1997 A Hymn on Melancholy, voor driestemmig vrouwenkoor (SSA) - tekst: Christopher Smart
- 1998 A Hymn against Despair, voor gemengd koor - tekst: Christopher Smart "Hymns for the Amusement of Children" (1771)
- 1998 Three Choruses, voor gemengd koor - tekst: Christopher Smart en Horatius
- 1999 Little Walserings, voor gemengd koor - tekst: Robert Walser
- 1999 The old Year, voor gemengd koor en kamerorkest - tekst: Horatius, vertaling: Christopher Smart
- 2000 Paradise, voor gemengd koor en orgel - tekst: George Herbert
- 2000 The Rolling Years, voor gemengd koor en orkest - tekst: Robert Herrick, John Oldham en Christopher Smart
- 2001 Spring in Winter, voor gemengd koor - tekst: Christopher Smart uit Hymne 32: "The Nativity of our Lord and Saviour Jesus Christ"
- 2003 Earth grown old, voor gemengd koor - tekst: Christina Rossetti

### Vocale muziek
- 1981 Four songs after E.T.A. Hoffmann, voor sopraan en klarinet
- 1983 Harlequinade, voor sopraan (ook: claves, tamtam, bamboes chimes, antieke bekkens), klarinet (ook: basklarinet), piano (ook: 2 woodblocks en whistle), viool en cello
- 1983 Cascades, voor sopraan (ook: claves), klarinet, 1 slagwerker (grote trom, metronoom, hihat, 2 Woodblocks, joodse harp), piano (ook: whistle), viool en cello
- 1984 Three Macedonian Songs, voor sopraan, klarinet, piano, tamtam, viool, altviool, cello en contrabas - tekst: Andrew Harvey, Anne Penning
- 1984 Serbian Songs, voor sopraan, klarinet en slagwerk - tekst: Andrew Harvey, Anne Penning
- 1984 Black Riddle, vijf liederen voor sopraan en kamerensemble
- 1988 Light and Rock, voor sopraan, bassethoorn en piano - tekst: Serbisch lied, Engelse vertaling: Andrew Harvey, Anne Penning
- 1988 The Turkish Mouse, voor sopraan, sopraansaxofoon, basklarinet, altviool, cello en contrabas
- 1989 La Cantarina, scène voor sopraan en piano - tekst: Jo Shapcott
- 1990 Berceuse, voor sopraan, altfluit, hobo, klarinet (ook: basklarinet), altviool en cello
- 1990-1994 Three Cautionary Tales, voor sopraan, sopraansaxofoon (of klarinet), basklarinet (ook: klarinet), altviool, cello en contrabas
- 1992 Poor Mr. Snail, voor sopraan, klarinet, basklarinet, altviool, cello en contrabas
- 1993 Songs and Broken Music, voor sopraan, viool, cello en piano - tekst: MacManus
- 1994 Four Concert Arias, voor twee sopranen, mezzosopraan en klein orkest - tekst: Giacomo Casanova, Johann Wolfgang von Goethe, Carlo Gozzi, E.T.A. Hoffmann
- 1994 The North Wind, voor sopraan, sopraansaxofoon, klarinet, altviool, cello en contrabas
- 1994 Ariadne Laments, voor sopraan, 2 violen, altviool, cello en contrabas - tekst: Ottavio Rinuccini
- 1995 Here is my country, vier liederen voor sopraan en piano - tekst: Thomas de Quincey, Gérard de Nerval, Robert Schumann, Hans Christian Andersen
- 1995 To witness her Goodbye, uit Claudio Monteverdi's Orfeo voor tenor, sopraansaxofoon, 2 chitaroni, bas-viool, regal-celesta (of kamerorgel) en slagwerk - tekst: Alessandro Striggio
- 1995-1996 Malicious Observer, voor sopraan, 2 klarinetten, altviool, cello en contrabas - tekst: Elvis Costello
- 1997 Twisting that Lock, voor sopraan, alt en piano
- 1997 The submerged Bar, voor sopraan en piano - tekst: Matthew Sweeney
- 1998 The unlit suburbs, voor zangstem en piano
- 2001 Three songs, voor alt en zes violen - tekst: Fernando Pessoa "The Book of Disquiet", Engelse vertaling: Richard Zenith
- 2002 Good Morning-Midnight, voor zangstem en piano - tekst: Alain Fournier, Gérard de Nerval, Adolf Wolfli, Robert Walser en Emily Dickinson
- 2003 This Change, voor solo-zangstemmen en orgel - tekst: Alexander Pope, James Shirley, George Sandys, John Gay, Arthur Golding en Joseph Addison
- 2003 Three songs, voor mezzosopraan en strijkers - tekst: Fernando Pessoa
- 2004 The Sea and it's shore, voor zangstem, 2 sopraansaxofoons, basklarinet (ook: Bes-contrabasklarinet), harp, slagwerk, altviool, 2 cello's en geluidsband - tekst: Gérard de Nerval, Robert Walser, Emily Brontë, Robert Schumann, William Cowper, Stéphane Mallarmé, Raymond Roussel, Thomas Lovell Beddoes, Paul Eluard

### Kamermuziek
- 1980 Stone Dance, voor dwarsfluit (ook: piccolo), hobo, klarinet (ook: basklarinet), fagot, hoorn, trompet, trombone en contrabas
- 1983 Spalanzani's Daughter, voor dwarsfluit (ook: piccolo), hobo, Es-klarinet (ook: basklarinet), fagot (ook: contrafagot), hoorn, trompet, trombone en tuba
- 1988 Dartington Doubles, voor altfluit, sopraansaxofoon, hoorn, trompet, 2 slagwerkers, piano, viool, altviool en cello
- 1989 Barcarolle, voor altfluit (ook: dwarsfluit en piccolo), hobo, harp, slagwerk, viool en cello
- 1990 Flavola in Musica I, naar Claudio Monteverdi's madrigaal "O Sia tranquillo il mare", voor hobo, klarinet en piano
- 1990 Quicksteps, voor blaasoktet (2 hobo's, althobo, klarinet, 2 fagotten, 2 hoorns)
- 1991 The Death of King Renaud, voor strijkkwintet (2 violen, 2 altviolen en cello)
- 1991 Contredanse, voor strijkoktet (4 violen, 2 altviolen, 2 cello's)
- 1992 A Farewell, voor klarinet, altviool en piano
- 1992 Flavola in Musica II, naar Claudio Monteverdi's madrigaal "O Sia tranquillo il mare", voor hobo, sopraansaxofoon en slagwerk
- 1993 A book of studies - set 1, voor blaaskwintet
- 1993 A book of studies - set 2, voor blaaskwintet
- 1993 A Cabinet of Curiosities, voor blaaskwartet (hobo, klarinet, fagot en hoorn) en piano
- 1993 Im ruhigen Tal, voor viool en piano
- 1994 Four pieces, voor cello en piano
- 1994 From the Shadow, voor dwarsfluit (ook: piccolo en altfluit), klarinet (ook: Es-klarinet en basklarinet), sopraansaxofoon, hoorn, trompet, piano, slagwerk, viool, altviool, cello en contrabas
- 1995 My box of Phantoms, voor hobo, viool, altviool en cello
- 1995 Strijkkwartet nr. 1
- 1995 ...that is night, voor viool en piano
- 1996 Strijktrio
- 1997 Caprichos, voor piccolo (ook: altfluit), Es-klarinet (ook: basklarinet), sopraansaxofoon, hoorn, trompet, trombone, slagwerk, piano, viool, altviool, cello en contrabas
- 1997 Envoi, voor altfluit, basklarinet, slagwerk, piano, viool, altviool en cello
- 1997 Toward the black sky, voor pianotrio
- 1998 The iron cockerel sings, voor dwarsfluit (ook: piccolo en altfluit), hobo (ook: althobo), klarinet, basklarinet, hoorn, fagot (ook: contrafagot)
- 1998 Oboe Quintet, voor hobo, 2 violen, altviool en cello
- 1999 A shadowed lesson, voor piano, viool, altviool, cello en contrabas
- 2000 Stealing a March, voor piccolo, hobo, Es-klarinet, fagot, 2 hoorn, trompet, trombone, 2 slagwerkers, piano, 2 violen, altviool, cello en contrabas
- 2000 Strijkkwartet nr. 2
- 2001 Three Fantasias for six viols
- 2001 Exploit in White, voor koperkwintet
- 2001 Three Arias, voor hobo en zes violen
- 2001 Elegy, voor cello en piano
- 2002 A Presence of departed acts, voor klarinet, viool, cello en piano
- 2002 Darker Still, voor dwarsfluit en piano
- 2002 Watermark, voor viool en basklarinet
- 2002 Suite from "Bitter Fruit", voor dwarsfluit (ook: altfluit en piccolo), hobo, klarinet (ook: basklarinet), sopraansaxofoon, fagot (ook: contrafagot), hoorn, trompet, 2 trombones, tuba, 2 slagwerkers, viool, altviool, cello en contrabas
- 2003 Leaving home, voor hobo, 2 violen, altviool en cello
- 2004 In the stones, voor strijkkwartet
- 2005 Quiddities, voor althobo, 2 violen, 2 altviolen en 2 cello's
- 2006 Going a Journey, voor piccolo, althobo, 2 klarinetten, basklarinet, contrafagot, 2 hoorns, tuba, pauken, slagwerk, 2 altviolen, 2 cello's en contrabas
- 2007 In the Mirror's of Asleep, voor dwarsfluit, klarinet, viool, cello en piano

### Werken voor piano
- 1991-1997 Pianobooks I-VII
- 1998 Locus Solus
- 1999 Pianobook VIII
- 2001 Pianobook IX
- 2005 Pianobook X

### Werken voor accordeon
- 2001 Dum Spiro, Spero

### Werken voor slagwerk
- 1993 Märchen, voor slagwerkkwartet